# Франсуа, Мишель
Жозеф Мишель Франсуа (фр. Joseph Michel Francois; 8 мая 1957, Порт-о-Пренс) — гаитянский военный и политик. Один из организаторов военного переворота 1991 года против президента Аристида. Член правящего «триумвирата» времён генерала Седраса, начальник Национальной полиции. Обвинялся в военных преступлениях и наркобизнесе. Считается близким политическим союзником президента Гаити Мишеля Мартейи.

## Служба и взгляды
Родился в семье офицера гаитянской армии. С юности был активным сторонником династии диктаторов Дювалье. Окончил Военную академию. Проходил американское военное обучение в Форт-Брэгге.
С 1981 года Мишель Франсуа принадлежал к кругу гаитянской военно-полицейской элиты, известной жестокостью и коррупцией. Придерживался ультраправых антикоммунистических взглядов в версии дювальеризма. Продолжал службу и после свержения Бэби Дока в 1986 году.

## Полиция хунты
В начале 1991 года в должность президента Гаити вступил левый политик Жан-Бертран Аристид. Его избрание было враждебно встречено правой частью гаитянского общества, в особенности военными, полицейскими, бывшими тонтон-макутами. 29 сентября 1991 группа силовиков во главе с Раулем Седрасом совершила государственный переворот. Мишель Франсуа был одним из его руководителей.
Полковник Франсуа вошёл в состав военной хунты генерала Седраса и считался членом правящего «триумвирата» (наряду с генералом Седрасом и генералом Бьямби). Руководил полицейскими силами режима, организовывал расправы над оппозицией. Полиция Мишеля Франсуа действовала в тесном контакте с парамилитарным формированием Frappe Эммануэля Констана и Луи-Жоделя Шамблена. Франсуа считается причастным к убийству предпринимателя-диссидента Антуана Измери в сентябре 1993 и резне сторонников Аристида в Работо апреля 1994. Общее количество погибших в период правления хунты 1991—1994 оценивается примерно в 4 тысячи человек.
При этом Франсуа, по данным соответствующих американских спецслужб, активно занимался наркобизнесом. Под его патронажем на Гаити был организован перевалочный пункт колумбийского наркотрафика.

## Эмиграция
Президент Жан-Бертран Аристид вернулся на пост в октябре 1994 при поддержке американской морской пехоты. Лидеры прежнего режима — Седрас, Бьямби, Франсуа, Констан, Шамблен — бежали из страны. Мишель Франсуа перебрался в Доминиканскую Республику, затем в Гондурас. В гондурасском городе Сан-Педро-Сула Франсуа открыл магазин и занялся мебельным бизнесом.
Гаитянский суд заочно приговорил Мишеля Франсуа к пожизненному заключению за убийство Измери и резню в Работо. В 1997 году Мишель Франсуа был арестован по запросу американской полиции, обвинявшей его в контрабанде 33 тонн кокаина. Освобождён за недостаточностью улик.
В феврале 2011 в Сан-Педро-Сула был убит — расстрелян из автомобиля — Жан-Мишель Франсуа, сын Жозефа Мишеля Франсуа.

## Влияние
В 2004 году президент Аристид был вторично свергнут в результате вооружённого восстания ультраправых и криминальных групп. Это способствовало восстановлению политического влияния Франсуа. Мишель Мартейи, избранный в 2010 президентом Гаити, считается близким политическим союзником Мишеля Франсуа.